# Ango (Buddhismus)
Ein Ango (安居) bezeichnet eine Zeit des Rückzugs im Zen-Buddhismus. Dieser japanische Ausdruck bedeutet „friedlicher Aufenthaltsort“. Die Klausur findet in einem Kloster statt und dauert etwa drei Monate. Das Programm umfasst tägliche Meditation (Zazen, Kinhin) sowie die Lektüre spiritueller Literatur und körperliche Arbeit für die Gemeinschaft (Samu 作務)). Die Eröffnungszeremonie wird als "Kessei" (結制) bezeichnet. In einigen Fällen wird dieser Begriff für das gesamte Ango verwendet.

## Ursprung
Der Sommerango hat seinen Ursprung in der Regenzeit-Klausur (Sanskrit: Varṣā, Pali: Vassa), die von Siddharta Gautama eingeführt wurde. Dōgen bringt es mit einem Wort Shakyamunis im Sutra der wesentlichen Lehre der Schar der Erwachten in Verbindung. Der Buddha habe sich neunzig Tage lang allein zurückgezogen, „um das Sommersitzen zu praktizieren“, weil „die Menschen, die Gottheiten und die vier Versammlungen“ seine Lehre nicht respektierten. Laut Dôgen soll das Winterretreat im Netz-Sutra von Brahma erwähnt worden sein, doch diese Praxis wurde nicht überliefert.

## Praxis
Normalerweise gibt es ein bis zwei Angos von 90 Tagen pro Jahr, eines vom Frühling bis zum Sommer und das andere vom Herbst bis zum Winter. Im Sôtô-Zen wird das Dienstalter von Mönchen und Nonnen anhand der Anzahl der praktizierten Ango gezählt.